# Johann Heinrich Weyhenmayer

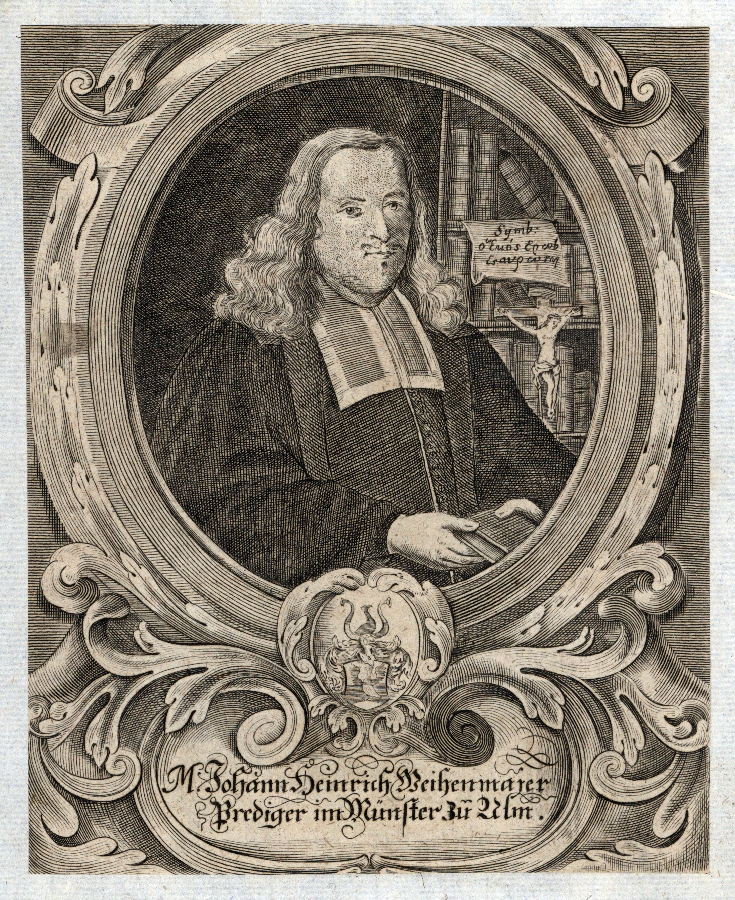
Johann Heinrich Weyhenmayer

Johann Heinrich Weyhenmayer, auch Johann Heinrich Weyhenmeyer (* 4. August 1637 in Ulm; † 29. Mai 1706 ebenda) war ein deutscher lutherischer Prediger in Ulm und Umgebung.

## Leben
Sein Vater Ulrich war Kaufmann in Lauingen und ging mit dem Großvater Anton, der dort Bürgermeister gewesen war, nach Ulm, um ihren lutherischen Glauben frei leben zu können. Die Mutter Kunigunda war eine geborene Seuterin von Letzen (Seuter von Lötzen).
Johann Heinrich besuchte das Gymnasium und studierte seit 1655 Theologie an der Universität in Jena, an der er zwei Jahre später den Magistergrad erwarb. 
1661 wurde ihm eine theologische Professur angeboten.
Johann Heinrich Weyhenmayer wurde 1662 Diakon in Leipheim und 1667 in Langenau, 1681 Pfarrer in Altheim und schließlich 1687 Prediger am Ulmer Münster. In 14 Jahren hielt er über 3000 Predigten. Zahlreiche Bände mit seinen geistlichen Texten und Predigten sind erhalten.

## Familie
Seine Söhne waren
- Georg Gottfried Weyhenmeyer (1666–1715), Bildhauer in Berlin
- Elias Weyhenmeyer (um 1670–1752), Professor für hebräische und griechische Sprache am Gymnasium in Ulm
- Johann Heinrich Weyhenmeyer (1702–?), Bildhauer in Berlin

## Schriften (Auswahl)
- Nucleus Theologiae Catecheticae: Oder Biblischer Kern-und Spruch-Catechismus, Ulm 1686
- Der Prophetische Buß- und Gnadenprediger, Ulm 1693